# Коралина в Стране Кошмаров
«Корали́на в Стране́ Кошма́ров» (англ. Coraline) — кукольный мультипликационный фильм, снятый по детской повести Нила Геймана «Коралина» на студии Laika Entertainment в 2008 году. Мультфильм был выпущен в прокат 5 февраля 2009 года, после мировой премьеры на Портлендском Международном Кинофестивале. Фильм оценён американской рейтинговой системой MPAA по уровню PG, как содержащий пугающие изображения, сленговые особенности языка и мрачный юмор. В США фильм собрал 16,85 млн долларов в течение первых выходных проката. Общий доход от проката в мире составил порядка 124 млн долларов, благодаря чему мультфильм занял 3 место в списке самых кассовых кукольных мультфильмов.
Фильм является первым кукольным полнометражным мультфильмом, изначально снятым в 3D.
Лучший фильм 2009 года по мнению Американского института кинематографии (AFI).
Мультфильм был номинирован на премию «Оскар».

## Сюжет
Коралина и её родители переезжают на новое место жительства. Они снимают часть здания, известного в округе как Розовый дворец. Знакомясь с окрестностями, Коралина сталкивается у заброшенного колодца с беспризорным чёрным котом и мальчиком Заки (в англоязычном варианте его зовут Вайби). Его бабушка — владелица Розового дворца, и, по его словам, она никогда раньше не сдавала квартиру семьям с детьми. Позже Заки оставляет на крыльце свёрток, где оказывается кукла, удивительно похожая на Коралину. В записке объясняется, что эта кукла была найдена им в сундуке бабушки.
Исследуя дом, Коралина находит маленькую дверь, заложенную кирпичами. Ночью же её внимание привлекает мышка, и она следует за ней к той двери. На этот раз она обнаруживает там проход, который приводит её к точно такому же дому в параллельный мир. Прибыв туда, Коралина встречает копии своих родителей, но только с пуговичными глазами. Эти люди утверждают, что являются её «другими» мамой и папой. Они празднуют прибытие девочки восхитительным ужином и показывают своим видом, что очень её любят, то есть здесь она якобы должна получить всё, чего не имеет в реальности.
Заснув в параллельном мире, Коралина просыпается у себя. Постепенно она знакомится с соседями по Розовому дворцу. Ими оказываются две пожилые актрисы мисс Спинк и мисс Форсибл, а также русский эмигрант-акробат Бобински, который, по его словам, тренирует у себя в квартире мышиный цирк. Позже Коралина несколько раз получает предостережения: сначала Бобински говорит ей, что мыши из его цирка якобы просят её не ходить за маленькую дверь; мисс Спинк и мисс Форсибл гадают на чаинках и утверждают, что ей грозит беда; Заки упоминает о том, что он никогда не был в Розовом дворце, потому что, как говорит бабушка, это может быть опасно, и вообще, когда-то в детстве у неё здесь пропала сестра; наконец, мама запирает ту самую дверцу, так как она нашла следы каких-то грызунов возле неё. Несмотря на все препятствия, Коралина продолжает посещать волшебный дом, где её, помимо родителей, развлекают другие версии Заки и соседей.
Во время третьего из посещений Коралина встречает в другом мире чёрного кота из реального мира. Он умеет перемещаться между мирами с помощью своих лазеек и сообщает Коралине, что всё здесь — не более, чем набор ловушек, чтобы соблазнять детей, которые думают, будто им плохо живётся. Коралина отказывается верить кошачьим словам до тех пор, пока «другая» мама не предлагает ей остаться, для чего нужно пришить пуговицы вместо глаз. Перепуганная девочка сначала пытается отвертеться, а затем лечь спать, чтобы вновь вернуться в обычную спальню. Обнаружив отсутствие изменений и запертую дверь в гостиную, где находится маленькая дверца, она решает уйти из дома в поисках иного выхода, но в результате «огибает» мир по белой пустоте и приходит обратно. Кот поясняет, что здешний мир так мал, потому что для Коралины больше, чем есть в доме, ловушек не нужно. Коралина врывается в гостиную и требует отпустить её. «Другая» мама превращается в высокую худую женщину и в наказание за дерзость запирает Коралину в маленькой комнате позади зеркала. Там она находит трёх детей-призраков, попавших ранее в руки «другой» мамы и отдавших ей свои глаза и душу.
С помощью «другого» Заки, который начинает рассыпаться (впоследствии от него остаётся лишь плащ), Коралина сбегает в свой мир. Здесь настоящий Заки хочет забрать куклу по просьбе бабушки, ведь это кукла её пропавшей сестры, чей призрак Коралина видела в чулане. Коралина не находит куклу, но догадывается, что через неё «другая» мама наблюдает за своими жертвами и потом заманивает их в более красочный, «лучший» мир. Заки не верит её рассказу о мире за дверцей и убегает от Коралины, поссорившись с ней. Затем Коралина находит куклу уже в виде её папы и мамы. Кот помогает ей понять, что они в плену в другом мире. Взяв с собой «камень наблюдения», подарок мисс Спинк и мисс Форсибл, Коралина отправляется туда. Теперь её задача — освободить своих родителей и детей-призраков. Для этого Коралина следует совету кота, которому известны слабости «другой» мамы, и предлагает ей игру-сделку: в случае, если Коралина проиграет, она согласится остаться навсегда и позволит пришить себе пуговицы, а если выиграет, «другая» мама всех отпустит. Одну за другой Коралина находит души детей-призраков, осматриваясь через «камень наблюдения», и уничтожает чудовищ, охраняющих эти души. Она также находит своих родителей и обманывает «другую» маму, заставляя её открыть дверцу между мирами, но, к сожалению, при этом теряет «камень наблюдения». Несмотря на то, что родители вернулись и ничего не помнят о произошедшем, а души детей-призраков обрели покой, они приходят к Коралине во сне и советуют ей уничтожить ключ от дверцы. Коралина отправляется к колодцу, чтобы бросить ключ туда. Кисть руки «другой» мамы, проникшая вслед за ней в реальность, пытается ей помешать, но вовремя появившийся Заки разбивает руку камнем, и они вдвоём бросают её в колодец вместе с ключом. Он извиняется перед Коралиной за то, что не верил ей. Коралина в ответ приглашает его и бабушку к ним в гости.
Некоторое время спустя Коралина с родителями работает в саду, сажая цветы. Им помогают соседи, и родители уже не считают их странными. Заки приводит свою бабушку, и Коралина подходит к ней со словами, что им есть о чём поговорить.

## В ролях
| Актёр             | Роль              |
| ----------------- | ----------------- |
| Дакота Фэннинг    | Коралина Джонс    |
| Тери Хэтчер       | Мел Джонс         |
| Дженнифер Сондерс | мисс Эйприл Спинк |
| Кит Дэвид         | Кот               |
| Джон Ходжман      | Чарли Джонс       |
| Роберт Бэйли      | Вайборн Ловат     |

## Производство
В период максимальной загруженности фильм вовлекал в себя усилия 450 человек, включая от 30 до 35 аниматоров и цифровых дизайнеров из «Группы Цифрового Дизайна» и более чем 250 человек технического персонала и проектировщиков. Один член команды был нанят специально, чтобы вязать миниатюрные свитеры и другую одежду для кукольных героев, используя вязальные спицы толщиной в человеческий волос.
Съёмки были организованы в помещении площадью порядка 13 тысяч квадратных метров. Съемочный павильон был разделен на 50 эпизодных зон, которые сами по себе состояли почти из 150 сборных композиций. Среди композиций были три викторианских особняка, 12-метровый яблоневый сад и модель города Ашленда (штат Орегон, США).
В фильме используется минимум компьютерной графики. В основном она использовалась для убирания швов с лиц персонажей и элементов поддержки кукол из кадра. Для создания тумана производили видеосъёмку настоящих клубов белого дыма, а огонь нарисован вручную на бумаге одним из традиционных аниматоров (впоследствии на него наложены компьютерные эффекты для большей реалистичности). Две сцены со значительным количеством компьютерной графики — разрушение и материализация Потустороннего мира и небо в сцене явления детей-призраков после их освобождения. Режиссёр Генри Селик попросил главного художника проекта Тадахиро Уэсуги выполнить анимированный фон в сцене явления детей-призраков от руки в духе картины Винсента Ван Гога «Звёздная ночь», однако не получив ожидаемого результата был вынужден прибегнуть к компьютерной графике.
Несмотря на стремление режиссёра как можно больше анимации сделать от руки, компьютерные технологии активно использовались для создания всего фильма — куклы сначала создавались в виде трёхмерных моделей на компьютере и потом «печатались» в пластике с помощью технологий трёхмерной печати. Для лицевой анимации использовалась техника замены фрагментов куклы. Все выражения лиц были «напечатаны» в виде отдельных элементов. Всего в фильме было использовано более 15 тысяч разных выражений лица у всех персонажей.

## Отзывы критиков
Североамериканские критики в целом отнеслись к «Коралине» благосклонно. На сайте-агрегаторе Rotten Tomatoes из 262 обзоров фильм получил 90 % положительных отзывов со средним рейтингом 7,8/10. На сайте Metacritic фильм удостоился 80 баллов из 100 на основании обзоров 38 критиков.
Обозреватель газеты The New York Times Энтони Скотт назвал мультфильм в совершенстве выполненной работой в жанре кукольной анимации.
Критик отметил, что фильм отличается от книги более неспешным развитием событий и созерцательным характером, и, оставаясь при этом захватывающим, вместо того чтобы стремительно нестись к бурной развязке, свойственной множеству детских фильмов, действие картины задерживается в жутковатой, чудесно странной и чувственной атмосфере.
- «Не преждевременно ли назначать этому фильму классический статус?» (газета The Philadelphia Inquirer, США)
- «Замечательное зрелище, которое возносит мультипликацию к новым высотам». (сайт Hollywood.com[англ.])
- «Умное кино с индивидуальностью, особым взглядом на то, как вызывать дрожь». (газета Chicago Tribune, США)
- «Я порой отпрыгиваю от экрана в некоторые моменты, когда вижу этот фильм». (газета Toronto Star, Канада)
- «„Коралина“ — возможно самое лучшее объёмное кино, когда-либо выпущенное». (газета The Globe and Mail, Канада)

### Награды и номинации
- 2009 — Гран-при фестиваля анимационных фильмов в Анси (Генри Селик)
- 2009 — детская премия Британской киноакадемии за лучший фильм
- 2010 — три премии «Энни»: разработка персонажей (Шейн Пригмор), работа художника (Тадахиро Уэсуги), музыка (Брюно Куле)
- 2010 — номинация на премию «Оскар» за лучший анимационный фильм года (Генри Селик)
- 2010 — номинация на премию «Сатурн» за лучший анимационный фильм
- 2010 — номинация на премию Британской киноакадемии за лучший анимационный фильм
- 2010 — номинация на премию «Золотой глобус» за лучший анимационный фильм
- 2010 — номинация на премию «Молодой актёр» лучшему актёру/актрисе озвучки (Дакота Фэннинг)

### Продолжение

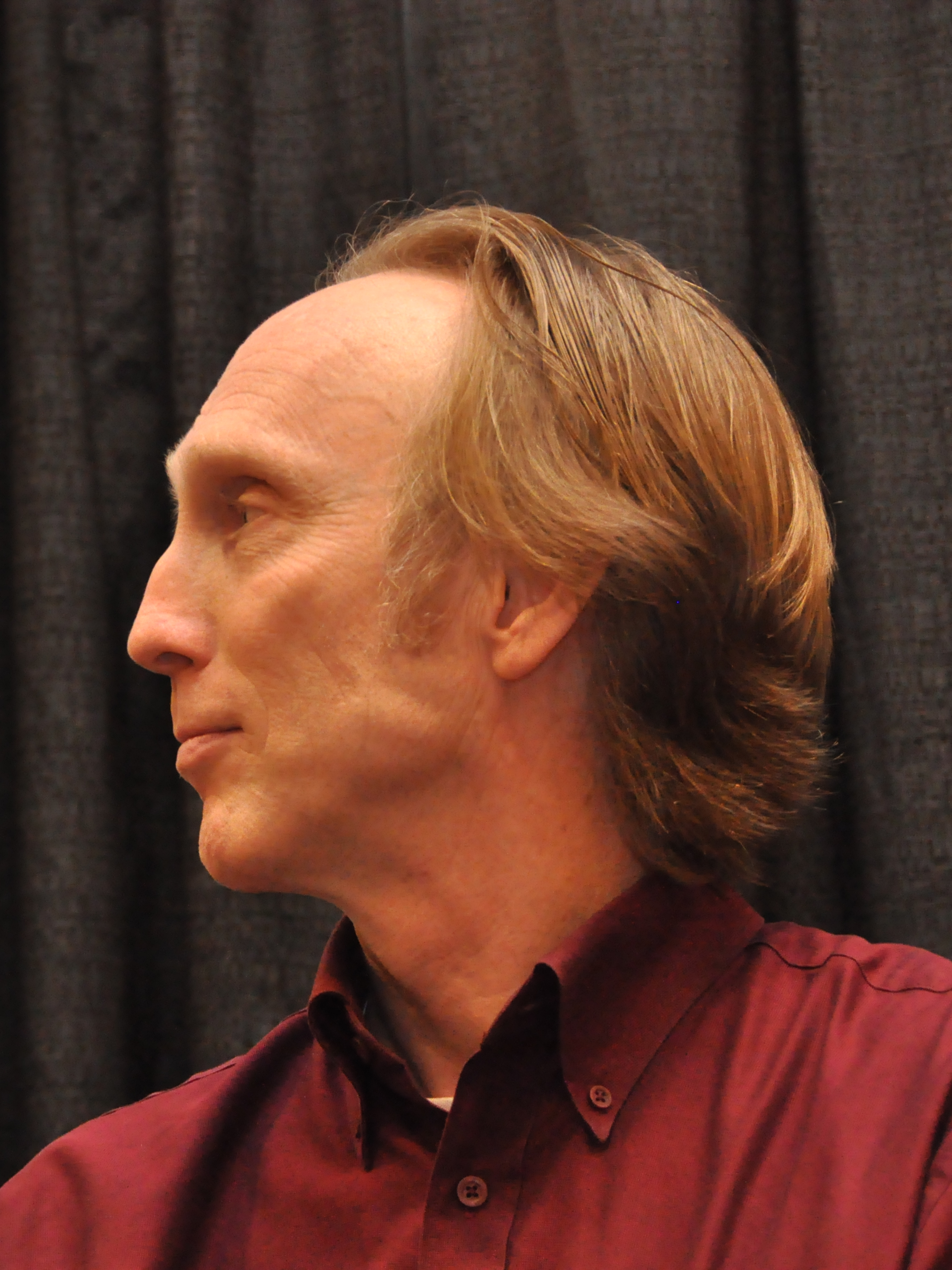
режиссёр Генри Селик

В интервью MTV режиссёр фильма Генри Селик заявил, что «всегда есть возможность для продолжения… Я хотел бы сделать что-нибудь ещё по произведениям Нила».

## Саундтрек
Музыка из мультфильма «Коралина в стране кошмаров» была выпущена на студии звукозаписи «E1 Music» в цифровом виде 3 февраля 2009 года и стала доступна в продаже с 24 февраля 2009 года. Песни выполнены французским композитором Бруно Куле, а «Песня Другого Отца» исполнена группой They Might Be Giants.

## Интернет-страница
Веб-сайт мультфильма «Коралина в стране кошмаров» представляет собой исследовательскую интерактивную игру, в которой игрок может просмотреть мир Коралины. Данный сайт выиграл в 2009 году «Сетевое Вознаграждение» за «Лучшее Использование Графических Символов Мультипликации или Движения». Там же мультфильм номинировался и в категории «Кино и Фильм».

## Видеоигра
16 июня 2008 года компания «D3Publisher America» объявила о начале разработки компьютерной игры, основанной на мультфильме. Разработка и создание игры были проведены в студии «Papaya Studio» для приставок Wii и PlayStation 2 и в студии «Art Co.» для Nintendo DS. Игры были выпущены 27 января 2009 года, незадолго до выхода мультфильма на экраны.